# AaB 89ers 2016
Questa voce raccoglie le informazioni riguardanti gli AaB 89ers nelle competizioni ufficiali della stagione 2016.

## Prima squadra

### Nationalligaen 2016

#### Stagione regolare
| Horsens 17 aprile 2016, ore 14:00 2ª giornata | Horsens Stallions | 14 – 13 (0-13 0-0 0-0 14-0) referto | AaB 89ers | Dagnæs Stadion |

| Aalborg 30 aprile 2016, ore 14:00 4ª giornata | AaB 89ers | 9 – 13 (0-0 9-6 0-0 0-7) referto | Herlev Rebels | Aab´s anlæg |

| Kastrup 7 maggio 2016, ore 14:00 5ª giornata | Amager Demons | 38 – 19 (14-0 0-7 0-6 24-6) referto | AaB 89ers | Bag Amagerhallen |

| Copenaghen 21 maggio 2016, ore 14:00 7ª giornata | AaB 89ers | 30 – 13 referto | Aarhus Tigers | Valby Idrætspark |

| Aalborg 11 giugno 2016, ore 14:00 10ª giornata | AaB 89ers | 20 – 40 referto | Søllerød Gold Diggers | Aab´s anlæg |

| Herlev 18 giugno 2016, ore 14:00 11ª giornata | Herlev Rebels | 20 – 36 referto | AaB 89ers | Kildegårdsskolen |

| Vejle 25 giugno 2016, ore 14:00 12ª giornata | Triangle Razorbacks | 41 – 0 referto | AaB 89ers | Vejle Atletikstadion |

| Gentofte 20 agosto 2016, ore 14:00 14ª giornata | Copenhagen Towers | 42 – 14 referto | AaB 89ers | Gentofte Sportspark |

| Aalborg 3 settembre 2016, ore 14:00 16ª giornata | AaB 89ers | 29 – 15 referto | Amager Demons | Aab´s anlæg |

| Aalborg 11 settembre 2016, ore 14:00 17ª giornata | AaB 89ers | 34 – 6 referto | Horsens Stallions | Aab´s anlæg |

#### Playoff
| 17 settembre 2016, ore 14:00 Wild card | AaB 89ers | 8 – 14 | Amager Demons |  |

### Statistiche di squadra
| Competizione      | %Vittorie | In casa | In casa | In casa | In casa | In casa | In casa | In trasferta | In trasferta | In trasferta | In trasferta | In trasferta | In trasferta | Totale | Totale | Totale | Totale | Totale | Totale |
| Competizione      | %Vittorie | G       | V       | N       | P       | Pf      | Ps      | G            | V            | N            | P            | Pf           | Ps           | G      | V      | N      | P      | Pf     | Ps     |
| ----------------- | --------- | ------- | ------- | ------- | ------- | ------- | ------- | ------------ | ------------ | ------------ | ------------ | ------------ | ------------ | ------ | ------ | ------ | ------ | ------ | ------ |
| Stagione regolare | .400      | 5       | 3       | 0       | 2       | 122     | 87      | 5            | 1            | 0            | 4            | 82           | 155          | 10     | 4      | 0      | 6      | 204    | 242    |
| Playoff           | .000      | 1       | 0       | 0       | 1       | 8       | 14      | 0            | 0            | 0            | 0            | 0            | 0            | 1      | 0      | 0      | 1      | 8      | 14     |
| Totale            | .364      | 6       | 3       | 0       | 3       | 101     | 5       | 1            | 0            | 4            | 82           | 155          | 11           | 4      | 0      | 7      | 212    | 256    |        |

## Seconda squadra

### Danmarksserien 2016

#### Stagione regolare
| Skive 17 aprile 2016, ore 14:00 2ª giornata | Midwest Musketeers | 34 – 18 referto | AaB 89ers II | Resen Skole |

| Kolding 22 aprile 2016, ore 14:00 3ª giornata | Kolding Guardians | 0 – 14 referto | AaB 89ers II | Bakkeskolen |

| Vejle 8 maggio 2016, ore 14:00 5ª giornata | Triangle Razorbacks II | 6 – 22 referto | AaB 89ers II | Kirkebakkehallen |

| Viby J 15 maggio 2016, ore 14:00 6ª giornata | Aarhus Tigers II | 12 – 2 referto | AaB 89ers | Bøgeskov Idrætsanlæg |

| Aalborg 5 giugno 2016, ore 14:00 9ª giornata | AaB 89ers II | 18 – 40 referto | Triangle Razorbacks II | Aab´s anlæg |

| Aalborg 19 giugno 2016, ore 14:00 11ª giornata | AaB 89ers II | 16 – 22 referto | Midwest Musketeers | Aab´s anlæg |

| Aalborg 26 giugno 2016, ore 14:00 12ª giornata | AaB 89ers II | 50 – 0 (a tavolino) referto | Odense Swans | Aab´s anlæg |

| Ringkøbing-Skjern 21 agosto 2016, ore 14:00 15ª giornata | Skjern Trojans | 6 – 18 referto | AaB 89ers | Stauning Skole |

| Aalborg 27 agosto 2016, ore 14:00 16ª giornata | AaB 89ers II | 50 – 0 (a tavolino) referto | Skanderborg Mad Dashers | Aab´s anlæg |

| Aalborg 10 settembre 2016, ore 14:00 18ª giornata | AaB 89ers II | 28 – 26 referto | Middelfart Stingers | Aab´s anlæg |

### Statistiche di squadra
| Competizione      | %Vittorie | In casa | In casa | In casa | In casa | In casa | In casa | In trasferta | In trasferta | In trasferta | In trasferta | In trasferta | In trasferta | Totale | Totale | Totale | Totale | Totale | Totale |
| Competizione      | %Vittorie | G       | V       | N       | P       | Pf      | Ps      | G            | V            | N            | P            | Pf           | Ps           | G      | V      | N      | P      | Pf     | Ps     |
| ----------------- | --------- | ------- | ------- | ------- | ------- | ------- | ------- | ------------ | ------------ | ------------ | ------------ | ------------ | ------------ | ------ | ------ | ------ | ------ | ------ | ------ |
| Stagione regolare | .600      | 5       | 3       | 0       | 2       | 162     | 88      | 5            | 3            | 0            | 2            | 74           | 58           | 10     | 6      | 0      | 4      | 236    | 146    |
| Totale            | .600      | 5       | 3       | 0       | 2       | 162     | 88      | 5            | 3            | 0            | 2            | 74           | 58           | 10     | 6      | 0      | 4      | 236    | 146    |